# U-18-Faustball-Europameisterschaft 2006
Die 7. Faustball-Europameisterschaft für männliche U18-Mannschaften fand am 15. und 16. Juli 2006 in Grieskirchen (Österreich) zeitgleich mit der Europameisterschaft 2006 für weibliche U18-Mannschaften statt. Österreich war zum dritten Mal Ausrichter der Faustball-Europameisterschaft der männlichen U18-Mannschaften.

## Vorrunde
Spielergebnisse
| 15.07.2006 | Schweiz    | – | Deutschland | 3:2 | (11:6, 6:11: 11:5, 3:11, 11:8) |
| 15.07.2006 | Österreich | – | Schweiz     | 3:0 | (11:8, 11:5, 11:6)             |
| 15.07.2006 | Österreich | – | Deutschland | 0:3 | (6:11, 7:11, 4:11)             |

## Halbfinale
Der Sieger der Vorrunde war direkt für das Finale qualifiziert, der Zweite und der Dritte spielten im Halbfinale um den Finaleinzug.
| 15.07.2007 | Österreich | - | Schweiz | 3:2 | (6:11, 11:8, 11:5, 8:11, 11:7) |

## Finale
| 15.07.2007 | Deutschland | - | Österreich | 4:1 | (11:7, 11:5, 9:11, 11:8, 11:5) |

## Platzierungen
| Rang | Land        |
| ---- | ----------- |
| 1.   | Deutschland |
| 2.   | Österreich  |
| 3.   | Schweiz     |